# Tiffán Zsolt
Tiffán Zsolt (Mohács, 1965. augusztus 23. – Mohács, 2025. április 12.) magyar általános iskolai tanító, vállalkozó, politikus; 2010 és 2018 között a Fidesz országgyűlési képviselője. Villányban lakott.

## Családja
Ősei 1746-ban telepedtek le Villányban. Nős, három gyermek (Zsolt, Balázs, Csenge) édesapja.

## Életpályája
1987-ben a Kaposvári Tanítóképző Főiskola általános iskolai tanító szakán végzett.
2012 és 2014 között a Baranya Megyei Önkormányzat közgyűlésének elnöke. 2014. június 16. és 2016. június 15. között miniszteri biztos.
2010 májusától 2018-ig a Fidesz – Magyar Polgári Szövetség országgyűlési képviselője volt a Baranya megyei 4. számú országgyűlési egyéni választókerületben.
2010. május 14. és 2014. május 5. között a Mezőgazdasági bizottság tagja, 2010. május 26. és 2014. május 5. között a Mezőgazdasági bizottság Szőlészeti és borászati albizottságának elnöke, valamint 2010. június 14. és 2014. május 5. között Mezőgazdasági bizottság Élelmiszer-biztonsági albizottságának tagja volt. Tiffán a magyar-jordán baráti tagozat elnöki tisztségét is betöltötte.
2014. május 6. óta a Gazdasági bizottság tagja. 2014. szeptember 17. óta a Gazdasági bizottság Bor- és gasztronómiai albizottságának elnöke.
Tiffán Zsolt zenészként is tevékenykedett, gitározott, vendégzenész volt a Rudan Joe Bandben.
Családi vállalkozása a villányi székhelyű Tiffán Ede és Zsolt Pincészete.
Német és angol nyelven társalgási szinten beszélt.
2025. ápr. 22-én temették el Villányban.